# Ballacraine
Ballacraine of Ballacraine Corner (Manx: boerderij van McCrayne of Craine) en Ballaspur (Manx: boerderij van de sporen) zijn markante punten op het eiland Man.
Ze liggen in de civil parish German langs de Snaefell Mountain Course, het stratencircuit dat gebruikt wordt voor de Isle of Man TT en de Manx Grand Prix en dat ook deel uitmaakte van de Highroads Course en de Four Inch Course, die gebruikt werden voor de Gordon Bennett Trial en de RAC Tourist Trophy van 1904 tot 1922. De Mountain Course volgt tot aan Ballacraine de A1 van Douglas naar Peel en vanaf Ballacraine de A3 Castletown - Ramsey. Ballacraine en Ballaspur zijn de eerste punten in de Mountain Course die van 1907 tot 1910 ook deel uitmaakten van de St John's Short Course, die voor races werd gebruikt omdat de motorfietsen nog te zwak waren om de heuvels rond de berg Snaefell te beklimmen.

## Ballacraine
Ballacraine is een kruispunt aan de oostgrens van de plaats St John's waar de A1 en de A3 met elkaar kruisen. Het wordt gedomineerd door Ballacraine Farm en het voormalige Ballacraine Hotel, dat nu een woonhuis is. De omgeving wordt gedomineerd door landbouwgrond en de toppen van Beary Mountain, Greeba Mountain en Slieau Whallian. Ballacraine was in de jaren tien al een druk punt in het circuit. Voor publiek was het ook tijdens de races bereikbaar vanuit twee richtingen, en marshals verzamelden zich bij Ballacraine omdat dit na Douglas het eerste punt was waar een telefoon was. Alles wat er in de 12 kilometer vanaf Douglas fout ging moest in Ballacraine gemeld worden. Het aansturen van de rechter bocht door links te gaan rijden was in de beginjaren moeilijk, want de (onverharde) weg liep schuin af en in de grasbermen lagen overal afwateringsslootjes. De coureurs schuurden liever langs de buitenmuur van Ballacraine Farm in de hoop dat er na de blinde bocht een vrije baan lag. Bovendien werd het uitzicht overal ontnomen door het talrijke publiek. Later werd Ballacraine een van de stations waar commentatoren zaten die via de luidsprekerinstallatie het publiek op de hoogte hielden van de races en toen de BBC in de jaren dertig rechtstreekse uitzendingen van de Isle of Man TT ging verzorgen werd ook een reporter bij Ballacraine geplaatst. Toen de BBC was gestopt met uitzenden ging de lokale Manx Radio hiermee door, maar in 1991 werd de commentaarpositie verplaatst naar Glen Helen.

## Ballaspur
Ballaspur ligt slechts 250 meter noordelijk van Ballacraine. Het vormt een gevaarlijk punt omdat de weliswaar flauwe linker bocht in de weg bijzonder onoverzichtelijk is. Deze wordt gevolgd door een flauwe rechter bocht die wel overzichtelijk is, maar gevaarlijk omdat de weg hier veel hoger ligt dan de bebouwing in de buitenbocht. Bovendien moet men hier sterk accelereren voor het korte rechte stuk via Ballig naar de volgende bocht, Doran's. De klim van Ballacraine is smaller dan de rest van het circuit, er zijn geen voetpaden en de weg wordt begrensd door rotsen en bomen. Vooral de zijspancombinaties hebben weleens problemen door hun breedte en het feit dat de bakkenist buiten het zijspan moet hangen. In 1976 ontstond er een misverstand tussen George O'Dell en zijn passagier Alan Gosling. Gosling leunde verder naar buiten dan O'Dell verwacht had en hij raakte de muur in de binnenbocht. Iets vergelijkbaars gebeurde enkele jaren later met Dave Hallam en zijn bakkenist Mark Day. Richard "Milky" Quale, geboren en getogen op het eiland Man, kende het circuit heel goed, maar in 2007 vergiste hij zich in de linker bocht bij Ballaspur. Hij raakte de rotswand met zijn schouder en caramboleerde aan de andere kant van de weg in de strobalen. Hij raakte ernstig gewond, kon zeven maanden niet werken en beëindigde zijn carrière. Hij werd enigszins bekend omdat zijn ongeluk door verschillende toeschouwers én een on-board camera was vastgelegd. Later werkte hij voor de organisatie van de TT van Man en de Manx Grand Prix. Na zijn ongeluk werd de rotswand tijdens de races bekleed met multiplex en werd Ballaspur voor het publiek grotendeels verboden terrein.

## 8e Mijlpaal
De 8e mijlpaal van de Snaefell Mountain Course bevindt zich iets voorbij Ballaspur, maar nog vóór Ballig Bridge. In 2009 is het bord verdwenen en mogelijk niet meer vervangen.

## Circuitverloop
Voor de coureurs is Ballacraine de eerste echt gevaarlijke bocht nadat ze vanaf Braddan Bridge bijna 10 km zonder al te scherpe bochten hebben gereden. Bij Ballacraine moeten ze in noordelijke richting afdraaien naar Kirk Michael. De 130° bocht is onoverzichtelijk, hoewel er tegenwoordig een trottoir in de binnenbocht ligt waardoor er iets meer uitzicht is dan in de beginjaren. Een uitloopmogelijkheid in de buitenbocht is er niet: daar staan de muren van het voormalige hotel en de tuinmuren. Tot in de jaren dertig lagen hier ook geen strobalen. Tegenwoordig moeten coureurs ook rekening houden met vuil op de weg, vooral voor de verkeerslichten die in 1976 werden geplaatst en waar auto's weleens wat diesel- of motorolie lekken. Veel coureurs hebben beschreven hoe ze Ballacraine ronden, maar tegenwoordig liggen de snelheden zo hoog en zijn de motoren zo sterk, dat coureurs de bocht liever voorzichtig nemen. Hij is niet al te moeilijk, maar men neemt geen onnodige risico's. Hard en laat aanremmen en voorzichtig door de bocht is het devies; de motoren zijn sterk genoeg om te accelereren op de helling richting Ballaspur.

### Veiligheidsmaatregelen
In de tijd van de "Short Course" (1907-1910) was Ballacraine de eerste bocht in het circuit, vanuit Peel linksaf. Deze bocht is scherper dan de huidige, ongeveer 60°. In 1910 bestond de uitgang in de buitenbocht nog uit een rotsachtige wand met een kleine sloot ervoor. Om de coureurs te beschermen legde men een kunstmatig houten talud aan, een rij schuine planken die de coureurs als "uitloop" konden gebruiken. Het werkte averechts: de coureurs gebruikten het talud om momentum te behouden en zo met meer snelheid aan de klim richting Ballaspur te beginnen. Met motorfietsen zonder koppeling en versnellingsbak was dat van groot belang. Er ontstond een aantal valpartijen, maar het probleem werd opgelost toen men vanaf 1911 de Mountain Course ging gebruiken en de coureurs vanuit het oosten rechtsaf moesten. Bij Ballacraine was een telefoon (een van de 7 die rondom het circuit beschikbaar waren). Kanunnik Ernest Stenning beschreef de risico's van de bocht bij Ballacraine en de moeilijkheden die de coureurs er ondervonden. Bij Ballacraine wachtte dr. MacDonald uit Peel met zijn auto voor het geval er ongelukken gebeurden en er was zelfs sprake van een "ambulancezijspan". In Peel stond een trein onder stoom te wachten om eventuele slachtoffers af te voeren naar Nobles Hospital in Douglas. Tegenwoordig is er weinig plaats meer voor het publiek bij Ballacraine. Vroeger kon men tegenover het hotel op de weg richting Peel gaan staan, maar die weg wordt tegenwoordig vrij gehouden voor coureurs die te laat remmen en zo rechtdoor kunnen rijden.

## Gebeurtenissen bij Ballacraine
- In 1910, toen Ballacraine nog deel uitmaakte van de St John's Short Course, nam men nieuwe veiligheidsmaatregelen: bij Ballacraine werd een houten talud gemaakt om de coureurs te beschermen tegen de scherpe stenen van een muur. Om de snelheid te drukken mochten tweecilinders nog maar 670 cc meten, maar desondanks reed Harry Bowen een ronde van 53,15 mph, maar botste uitgerekend tegen het houten "veiligheidstalud".
- Op 10 juni 1929 verongelukte Cecil Ashby met een New Imperial tijdens de Junior TT
- Op 9 juni 1971 verongelukte Brian Finch met een 500cc Suzuki tijdens de Production TT toen hij het hotel inreed. Waarschijnlijk was zijn rempedaal gebroken, terwijl de vluchtweg (richting Peel) geblokkeerd was. Op de muur van het voormalige hotel herinnert een plaquette aan Brian Finch.
- Op 25 augustus 2008 verongelukte John Goodall met een AJS Boy Racer tijdens de Junior Classic Race van de Manx Grand Prix

## Gebeurtenissen bij Ballaspur
- Op 27 augustus 1998 verongelukte Adam Woodhall met een Suzuki GSX-R 1000 tijdens de training voor de Manx Grand Prix
- Op 19 augustus 2002 verongelukten Leslie Turner (600cc Yamaha) en Shane Ellis (1000cc Aprilia) tijdens de training voor de Manx Grand Prix
- Op 10 juni 2016 verongelukte zijspancoureur Ian Bell met een LCR-Yamaha YZF-R6 bij Ballaspur. Zijn zoon en bakkenist Carl bleef ongedeerd.

## Trivia
- In 1922 debuteerde Ernie Searle met een Sheffield-Henderson in de TT van Man. Hij vertelde over zijn ongeluk bij Ballacraine: "Ik probeerde tegen de muur van het hotel te klimmen en liet vijf voet hoge sporen na".
- Het team van Scott logeerde in 1930 in het Ballacraine Hotel. Ernie Mainwaring, een van de rijders, crashte in de vijfde ronde van de Senior TT voor de deur van het hotel.
- Voor de film No Limit van George Formby werden in 1935 een aantal stunts uitgevoerd door leden van de Peveril Motor Cycle Club, waaronder Cyril Standen. Hij reed bij Ballacraine door de voordeur van het Ballacraine Hotel en crashte in Sulby in de rivier.
- Joey Dunlop arriveerde in 1976 eigenlijk te laat voor zijn debuut op het eiland Man, omdat hij nog een race in Cookstown had gereden. Met een vissersboot ging hij naar het eiland, maar hij had geen tijd om voor het begin van de trainingen het circuit te verkennen. Bij Ballacraine wist hij niet welke kant hij op moest. Hij besloot te wachten tot er een andere coureur voorbij kwam en toen hij die niet meer kon bijhouden wachtte hij op de volgende. Op die manier reed hij zijn eerste ronde op het eiland Man. Dunlop zou de Isle of Man TT 26 keer winnen.
- Dave Wells, jarenlang bakkenist van veteraan Roy Hanks, was altijd in voor een grapje. Op de klim naar Ballaspur bood hij Hanks een bosje bloemen aan, die hij bij de passage van Ballacraine uit de grond had gerukt.

(Markante punten in cursief zijn onofficiële punten of worden alleen gebruikt binnen Marshal Sectors)
1e mijl:
TT Grandstand ·
Nobles Park ·
St Ninian's Crossroads ·
Bray Hill ·
Ago's Leap ·
Quarterbridge Road ·
1st Milestone ·
2e mijl:
Wal Handley Memorial Seat ·
Quarterbridge ·
Port-y-Chee Meadow ·
Braddan Bridge ·
Jubilee Oak ·
Braddan Bridge House ·
Braddan Depot ·
Snugborough (Cronk Dhoo) ·
2nd Milestone ·
3e mijl:
Union Mills (Mullen Dhoo, Mwyllin Dhoo Aah, Mullin Doway) ·
Railway Inn ·
Ballahutchin Hill (Elm Bank Hill) ·
3rd Milestone ·
4e mijl:
Ballafreer ·
Glenlough ·
Ballagarey Corner ·
Glen Vine (Glen Darragh) ·
Ballabeg ·
4th Milestone ·
5e mijl:
Crosby ·
Crosby Left (Vicarage Corner) ·
Crosby Cross-Roads ·
5th Milestone ·
6e mijl:
Crosby Hill (Ballaglonney Hill of Halfway Hill) ·
Halfway House (The Waggon & Horses) ·
St Trinian's ·
The Highlander ·
Greeba Verandah ·
Pear Tree Cottage ·
Greeba Castle ·
6th Milestone ·
7e mijl:
Appledene (Shimmin's Corner) ·
Central Valley (Greeba Gap) ·
Greeba Bridge ·
The Hawthorn ·
Knock Breck ·
Gorse Lea ·
7th Milestone ·
8e mijl:
Ballagarraghyn ·
Ballacraine ·
Ballaspur ·
Ballig ·
8th Milestone ·
9e mijl:
Ballig Bridge ·
Doran's Bend ·
Laurel Bank ·
9th Milestone ·
10e mijl
Glen Moar Mill ·
Black Dub ·
Quarter-Distance Marker ·
The Vaish ·
Glen Helen (Glen Rhenass) ·
Sarah's Cottage ·
Creg Willey's Hill ·
10th Milestone ·
11e mijl:
Lambfell Beg ·
Lambfell (Moar) Cottage ·
Cronk-y-Voddy (Cronk-y-Voddy Straight) ·
Cronk-y-Voddy Cross Roads ·
Molyneux's ·
Cronk Bane Farm ·
11th Milestone ·
12e mijl:
Drinkwater's Bend ·
Handley's Corner (Cronk-y-Fedjag, Ballamenagh) ·
12th Milestone ·
13e mijl:
McGuinness's (Shoughlaigue Bridge) ·
Ballaskyr ·
Barregarrow Cross Roads (Cronk Aashen) ·
Barregarrow ·
Little Bray ·
Barregarrow Bottom ·
Cammal Farm ·
Cronk Urleigh ·
13th Milestone ·
14e mijl:
Ballalonna Bridge ·
Westwood Corner ·
Ballakinnag ·
14th Milestone ·
15e mijl:
Douglas Road Corner ·
Glen Wyllin Corner ·
The Mitre ·
Dave Saville Memorial Seat ·
Kirk Michael ·
The White House ·
15th Milestone ·
16e mijl:
Birkin's Bend ·
Rhencullen ·
Bishopscourt ·
Bishopscourt Farm Bends ·
Bishopscourt Straight ·
Orrisdale North ·
16th Milestone ·
17e mijl:
Dub Cottage (Bishop's Dub) ·
Alpine Cottage ·
Balla Cobb ·
17th Milestone ·
18e mijl:
Ballaugh Bridge ·
Ballaugh ·
Gwen's ·
Ballacrye Corner ·
Ballacrye ·
18th Milestone ·
19e mijl:
Quarry Bends ·
Ballavolley ·
Wildlife Park ·
Sulby Straight ·
Half-distance Marker ·
19th Milestone ·
20e mijl:
Sulby ·
Sulby Glen Hotel ·
Sulby Crossroads ·
Sulby Bridge ·
20th Milestone ·
21e mijl:
Ginger Hall ·
Kerrowmoar ·
21st Milestone ·
22e mijl:
Glen Duff ·
Glentramman ·
Temple Corner (Water Through Corner) ·
Glentramman Loop Road ·
Churchtown ·
Caravan ·
22nd Milestone ·
23e mijl:
Lezayre War Memorial ·
Ballakillingan ·
Conker Fields ·
K-tree ·
Sky Hill ·
Milntown Cottage (Pinfold Cottage) ·
Milntown Bridge (Glen Auldyn Bridge) ·
Milntown ·
Gardener's Lane ·
23rd Milestone ·
24e mijl:
Lezayre Road ·
School House Corner (Crossags, Russel's Corner) ·
Parliament Square ·
Queen's Pier Road ·
Ramsey Depot ·
Cruickshanks Corner ·
May Hill ·
24th Milestone ·
25e mijl:
Whitegates ·
Stella Maris ·
Ramsey Hairpin ·
Little Gooseneck ·
Water Works Corner ·
Ballure Reservoir ·
Mountain Section ·
Tower Bends ·
25th Milestone ·
26e mijl:
Gooseneck ·
Joey's (26th Milestone) ·
27e mijl:
Guthrie's Memorial ·
The Cutting ·
27th Milestone ·
28e mijl:
Milligan's Bridge ·
Mountain Mile ·
28th Milestone ·
29e mijl:
Three-Quarter distance marker ·
Mountain Box (East Mountain Gate, East Snaefell Gate) ·
29th Milestone ·
30e mijl:
Casey's (Rice's Corner, George's Folly) ·
Black Hut (Stonebreakers Hut, Shepherd's Hut) ·
John Smyth Memorial Shelter ·
Verandah ·
30th Milestone ·
31e mijl:
Bungalow Bridge ·
Stonebridge ·
Les Graham Memorial ·
Bungalow Bends ·
McIntyre Box ·
Murray's Museum ·
Joey Dunlop Memorial ·
The Bungalow ·
31st Milestone ·
32e mijl:
Hailwood's Rise ·
Hailwood's Height ·
Brandywell (West Mountain Gate, Beinn-y-Phott Gate, Bungalow Gate) ·
Duke's (32nd Milestone) ·
33e mijl:
Windy Corner (Nobles Corner) ·
Nobles Park Road ·
Slieu Lhost Quarry ·
Thirty-Third (33rd Milestone) ·
34e mijl:
Keppel Gate (Clarke's Corner) ·
Kate's Cottage (Shepherd's House) ·
34th Milestone ·
35e mijl:
Creg-ny-Baa (the Keppel Hotel) ·
Gob-ny-Geay (Sunny Orchard) ·
35th Milestone ·
36e mijl:
Brandish Corner (Telegraph Hill, O'Donnell's en Upper Hillberry Corner) ·
Hillberry Corner ·
36th Milestone ·
37e mijl:
Glen Dhoo Farm ·
Hillberry Road ·
Cronk-ny-Mona ·
Johnny Watterson's Lane ·
Signpost Corner ·
Bedstead Corner ·
The Nook ·
37th Milestone ·
38e mijl:
Bemahague ·
Governor's Bridge ·
Governor's Dip ·
Glencrutchery Road ·
38th Milestone